# Voyager of the Seas
El Voyager of the Seas es un crucero de la Clase Voyager operado por Royal Caribbean International. Construido por Kværner Masa-Yards en su astillero naval Turku New Shipyard en Turku, Finlandia. Fue botado el 27 de noviembre de 1998 y nombrado formalmente por la patinadora olímpica Katarina Witt el 20 de noviembre de 1999. En el momento de su entrada en servicio fue crucero más grande del mundo.

## Historial de servicio

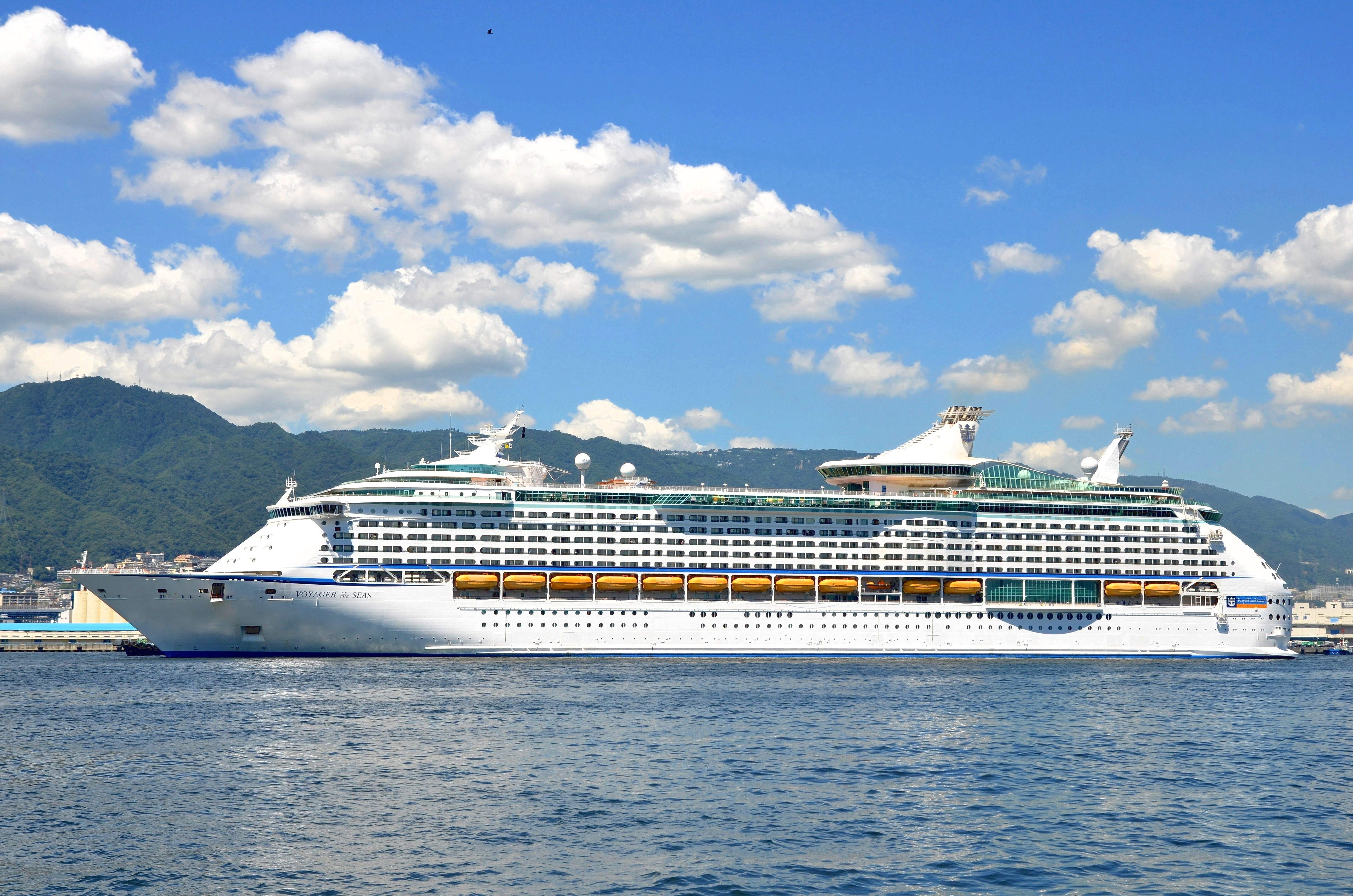
Voyager of the Seas en el Puerto de Kōbe en marzo de 2013.

El Voyager of the Seas fue fletado para pasajeros indios en mayo de 2016. El barco hizo una escala inaugural en julio de 2018 y se convirtió en el crucero más grande en hacer una escala en un puerto filipino cuando llegó a Manila, Filipinas por primera vez. Navegó en el sudeste asiático en septiembre de 2018 a junio de 2019, e hizo un puerto base en Sídney en 2019.
El barco hizo una escala inaugural después de llegar a la isla de Bintan, Indonesia por primera vez. El barco es la primera visita de un crucero en 2020, cuando atracó en el puerto de Lautoka con 3853 pasajeros. Navegó hacia Tokio, Japón, durante el verano de 2020, Royal Caribbean Line anunció la suspensión hasta el 13 de junio de 2020, debido a la pandemia de COVID-19. Está previsto que haga escala en Shanghái en el verano de 2021.